# Embalse de Dicle
El embalse de Dicle (nombre del río Tigris en turco) es uno de los 21 embalses y presas del Proyecto del Sudeste de Anatolia, en Turquía. La presa se encuentra en la provincia de Diyarbakır, a unos 50 km al nordeste de la ciudad de Diyarbakır. Concretamente, la presa se encuentra a unos 800 m de la unión del los ríos Maden y Dibni que dan lugar al Tigris, unos 22 km aguas abajo del embalse de Kraikizi, en el río Maden.
Los trabajos de construcción se iniciaron en 1988 y la presa fue completada en 1997. Esta tiene una instalación eléctrica con una capacidad de 110 MW y está diseñada para regar unas 128.000 hectáreas.
En 2001 se construyeron una línea de transmisión eléctrica y una planta de tratamiento de agua, ya que el embalse proporcionaba el 85% del agua potable de la ciudad de Diyarbakır en 2010.
Entre febrero de 2000 y febrero de 2002 se hizo un estudio que permitió catalogar 116 especies de aves, de las que 44 anidan con certeza y 26 lo hacen presumiblemente.